# Radiowettkampf USA – UdSSR 1945
Der Radiowettkampf USA – UdSSR war ein vom 1. bis 4. September 1945 per Radiotelegrafie ausgetragener Mannschaftswettbewerb im Schach. Die Auswahl der Sowjetunion gewann gegen die USA deutlich mit 15,5:4,5 Punkten.

## Vorgeschichte
Die Idee des Vergleichskampfes kam im Mai 1943 in den USA auf. Man ging davon aus, dass ein solches Match international Aufsehen erregen und zugleich die Beziehungen zum damaligen Alliierten UdSSR verbessern würde. Als Termin wurde zunächst das Frühjahr 1944 ins Auge gefasst, was von der Sowjetunion aber wegen der zu diesem Zeitpunkt angespannten Kriegslage abgelehnt wurde. Man einigte sich schließlich auf Anfang September 1945. Gespielt werden sollte doppelrundig an zehn Brettern.
Die USA hatten Grund zu Optimismus, da sie in den 1930er Jahren bei vier Schacholympiaden den ersten Platz belegt hatten. Zwar war Marshall mittlerweile verstorben, aber mit Reshevsky, Fine, Kashdan und Horowitz waren vier erfahrene Spieler des Siegerteams der Schacholympiade 1937 im Aufgebot. Die Spielstärke der sowjetischen Mannschaft war dagegen schwer einschätzbar. Botwinnik und Flohr waren auch im Westen bekannt, aber viele andere Spieler waren noch nie im Ausland in Erscheinung getreten. Auch ihre Partien waren nur selten in westlichen Medien veröffentlicht worden, was die Vorbereitung auf sie sehr erschwerte.
Von den Sowjets wurde der Vergleichskampf äußerst ernst genommen. Das zuständige Komitee für Körperkultur und Sport, das in geheimer Abstimmung die Aufstellung der Mannschaft festlegte, musste sich bei Stalin dafür verbürgen, dass man das Match gewinnen würde.

## Matchverlauf
Gespielt wurde im Hudson Hotel in Manhattan sowie im Haus der Kunstschaffenden in Moskau. Der zeremonielle 1. Zug des Wettkampfes wurde in New York von Bürgermeister LaGuardia ausgeführt, in Moskau wurden die USA von Botschafter Harriman repräsentiert. Jeweils über 1000 Zuschauer verfolgten das Geschehen vor Ort. Die Bedenkzeit betrug 150 Minuten für 40 Züge, danach gab es eine Hängepartie, die am folgenden Tag fortgesetzt wurde. Die Spieler führten ihre Züge normal auf einem Schachbrett aus und notierten ihren Zug, der dann per Boten in einen separaten Telegraphenraum transportiert und von dort übermittelt wurde. Sobald die Antwort eintraf, wurde sie in den Turniersaal gebracht, auf dem Brett des jeweiligen Spielers ausgeführt und die Schachuhr in Gang gesetzt. Durch die Transportwege und die langsame Übertragungsgeschwindigkeit der damaligen Geräte dauerte dieser Vorgang jeweils zwischen vier und sechs Minuten, bei Übertragungsfehlern, die per Telefon korrigiert werden mussten, sogar noch deutlich länger. Daher zogen sich die Partien bis zu 14 Stunden hin, was für die Spieler sehr anstrengend war. Boleslawski überbrückte lange Wartezeiten, indem er währenddessen ein Buch las.
Das Match begann für die USA schlecht: Am Spitzenbrett fertigte Botwinnik mit den schwarzen Steinen den amerikanischen Landesmeister Denker in nur 25 Zügen ab. Auch an einigen anderen Brettern kamen die sowjetischen Spieler in Vorteil, sodass es nach den ersten beiden Wettkampftagen 8:2 für die Sowjetunion stand. In der 2. Runde bemühte sich das amerikanische Team um Schadensbegrenzung, verlor aber erneut, diesmal mit 7,5:2,5.
Insgesamt erwies sich die sowjetische Mannschaft insbesondere hinsichtlich der Eröffnungsvorbereitung als überlegen. Sie musste in 20 Partien nur zwei Niederlagen quittieren. Fünf sowjetische Spieler gewannen ihre Matches mit 2:0. Auf amerikanischer Seite konnte nur Steiner sein Match gewinnen.
Am zweiten Wettkampftag ereignete sich die Kapitulation Japans, das Match gilt daher als erste internationale Sportveranstaltung nach Ende des Zweiten Weltkrieges.

### Ergebnisse
| Brett          | Sowjetunion          | Runde 1        | Runde 2        | Vereinigte Staaten     | Ergebnis (UdSSR–USA) |
| -------------- | -------------------- | -------------- | -------------- | ---------------------- | -------------------- |
| 1              | Michail Botwinnik    | 1              | 1              | Arnold Denker          | 2:0                  |
| 2              | Wassili Smyslow      | 1              | 1              | Samuel Reshevsky       | 2:0                  |
| 3              | Isaak Boleslawski    | ½              | 1              | Reuben Fine            | 1½:½                 |
| 4              | Salo Flohr           | 1              | 0              | Israel Albert Horowitz | 1:1                  |
| 5              | Alexander Kotow      | 1              | 1              | Isaac Kashdan          | 2:0                  |
| 6              | Igor Bondarewski     | 0              | ½              | Herman Steiner         | ½:1½                 |
| 7              | Andor Lilienthal     | ½              | ½              | Albert Pinkus          | 1:1                  |
| 8              | Wjatscheslaw Ragosin | 1              | 1              | Herbert Seidman        | 2:0                  |
| 9              | Wladimir Makogonow   | 1              | ½              | Abraham Kupchik        | 1½:½                 |
| 10             | Dawid Bronstein      | 1              | 1              | Anthony Santasiere     | 2:0                  |
| Gesamtergebnis | Gesamtergebnis       | Gesamtergebnis | Gesamtergebnis | Gesamtergebnis         | 15½:4½               |

### Partien
Der international noch unerfahrene Smyslow, der bei der Landesmeisterschaft 1945 nicht besonders gut gespielt und lediglich den 11. Platz belegt hatte, galt gegen Reshevsky als Außenseiter. Er war jedoch sehr gut vorbereitet. Während Reshevsky für die ersten 23 Züge 98 Minuten nachdachte, benötigte Smyslow lediglich 8 Minuten. Botwinnik wies später darauf hin, dass es für die ersten 18 Züge bereits eine Vorgängerpartie aus dem Jahre 1906 gab, die Reshevsky bekannt gewesen sein dürfte. Allerdings war die Variante 1942 in einem russischen Turnier durch Boleslawski verbessert worden, was Smyslow im Gegensatz zu seinem Gegner wusste. Reshevsky konnte die Komplikationen bei beginnender Zeitnot nicht meistern und verlor die Partie.
Smyslow – Reshevsky
1. e4 e5 2. Sf3 Sc6 3. Lb5 a6 4. La4 Sf6 5. 0–0 Sxe4 6. d4 b5 7. Lb3 d5 8. dxe5 Le6 9. c3 Lc5 10. Sbd2 0–0 11. Lc2 f5 12. Sb3 Lb6 13. Sbd4 Sxd4 14. Sxd4 Lxd4 15. cxd4 f4 16. f3 Sg3 17. hxg3 fxg3 18. Dd3 Lf5 19. Dxf5 Txf5 20. Lxf5 Dh4 21. Lh3 Dxd4+ 22. Kh1 Dxe5 23. Ld2 Dxb2 24. Lf4 c5 25. Le6+ Kh8 26. Lxd5 Td8 27. Tad1 c4 28. Lxg3 c3 29. Le5 b4 30. Lb3 Td2 31. f4 h5 32. Tb1 Tf2 33. Tfe1 Dd2 34. Tbd1 Db2 35. Td8+ Kh7 36. Lg8+ Kg6 37. Td6+ Kf5 38. Le6+ Kg6 39. Ld5+ Kh7 40. Le4+ Kg8 41. Lg6 1:0
Den Preis der Zeitschrift Schachmaty w SSSR für die beste Partie erhielt Boleslawski für seinen Sieg gegen Fine. Boleslawski, der bis dahin noch keine internationalen Turniere gespielt hatte, überspielte den amerikanischen Weltklassespieler aus der Eröffnung heraus und verwertete seinen Vorteil sicher.
Boleslawski – Fine
1. e4 e5 2. Sf3 Sc6 3. Lb5 a6 4. La4 d6 5. c4 Ld7 6. Sc3 g6 7. d4 exd4 8. Sxd4 Lg7 9. Sxc6 bxc6 10. 0–0 Se7 11. c5 Sc8 12. Le3 0–0 13. Dd2 De7 14. Tad1 Le8 15. f4 f5 16. exf5 gxf5 17. Tfe1 dxc5 18. Df2 Sd6 19. Lxc5 Dd8 20. Ld4 Lxd4 21. Dxd4 Df6 22. Lb3+ Kh8 23. Dxf6+ Txf6 24. Te7 Tc8 25. Tde1 Lg6 26. T1e6 Txe6 27. Lxe6 Te8 28. Txe8+ Lxe8 29. Sa4 Kg7 30. Sc5 a5 31. Kf2 Lf7 32. Lxf7 Kxf7 33. b3 h5 34. g3 Ke7 35. Ke3 Sb5 36. Sb7 c5 37. Sxa5 Kd6 38. Sc4+ Kd5 39. Kd3 Sd6 40. Sxd6 cxd6 41. a3 1:0

## Nachwirkungen
Mit diesem überraschend deutlichen Sieg begann die schachliche Dominanz der Sowjetunion in den folgenden Jahrzehnten, in denen man von 1952 bis 1974 zwölfmal in Folge die Schacholympiade gewann. Sowohl Botwinnik als auch Smyslow wurden später Schachweltmeister.
Bereits im folgenden Jahr erwies sich, dass das Ergebnis kein Zufall war. Bei dem im September 1946 in Moskau ausgetragenen Revanchekampf konnte sich die Mannschaft der USA zwar etwas verbessern, verlor aber dennoch mit 12,5:7,5. Zuvor wurde im Juni 1946 ein Radiowettkampf der UdSSR gegen England an zwölf Brettern ausgetragen, der mit 18:6 ebenfalls klar gewonnen wurde.